# Sint-Goriksplein

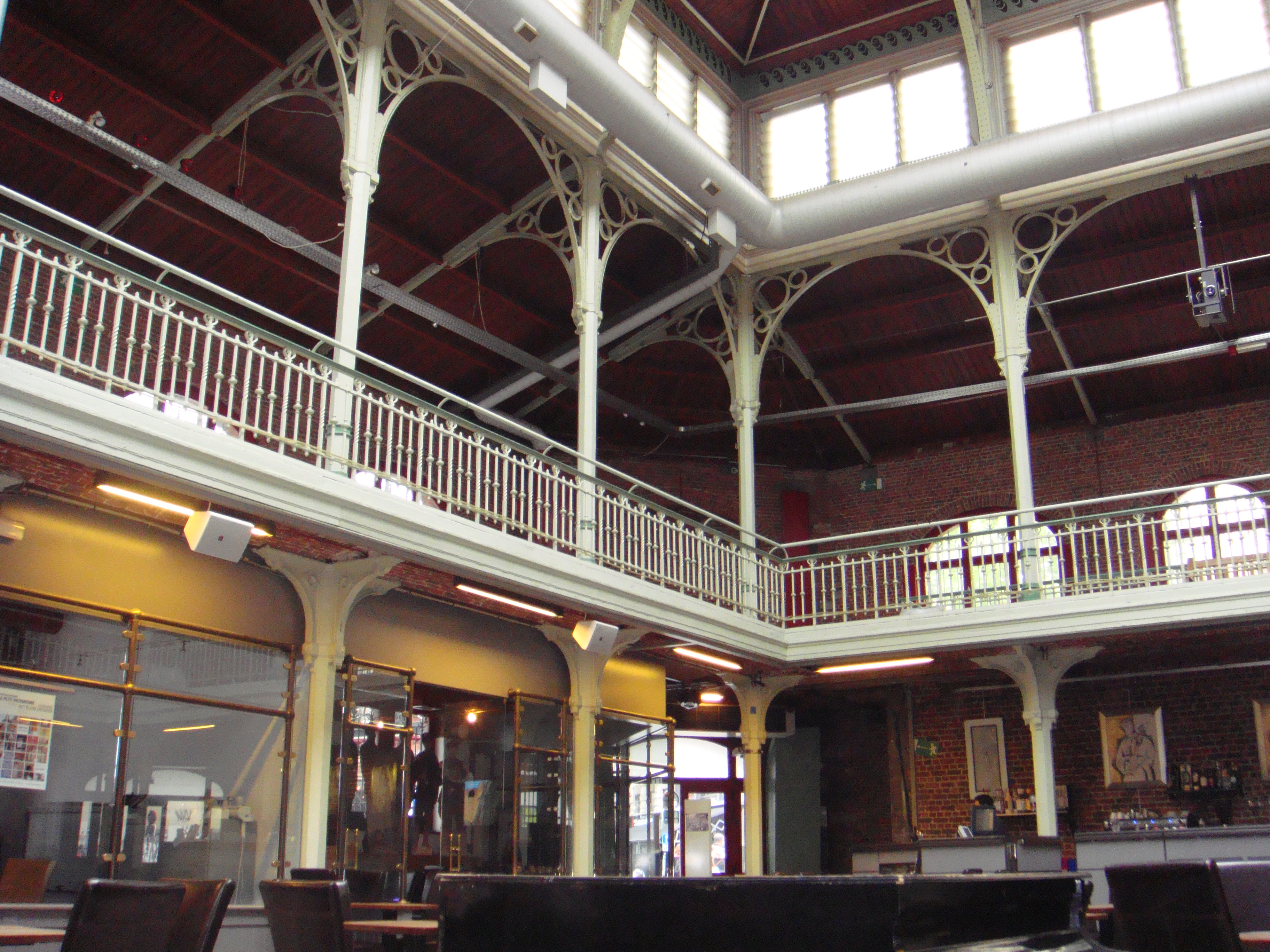
Sint-Gorikshallen binnenkant

Het Sint-Goriksplein (Frans: Place Saint-Géry) vormt het hart van de allereerste nederzetting van Brussel. In 979 zou Karel, hertog van Neder-Lotharingen, op een eiland in de Zenne een castrum hebben opgericht en tevens een kapel gewijd aan Gorik van Kamerijk, waarin de relieken van Sint-Goedele werden ondergebracht. Dat Groot Eiland of Sint-Gorikseiland, lag ter hoogte van het huidige Sint-Goriksplein.
In de 16e eeuw werd de kapel herbouwd als de laatgotische Sint-Gorikskerk, die onder het Franse bewind omstreeks 1797 werd afgebroken waarna het huidige rechthoekige plein werd gevormd. Tot 1832 werd het het Fonteinplein genoemd naar een eeuwenoude fontein in de buurt. In 1802 werd deze oude fontein vervangen door een exemplaar uit de voormalige Abdij van Grimbergen. Deze staat thans in het midden van de overdekte neorenaissancistische Sint-Gorikshallen die ten tijde van de overwelving van de Zenne in 1881 door architect Adolphe Vanderheggen werden gebouwd en tot 1977 dienstdeden als groentemarkt. De Sint-Gorikshallen zijn een beschermd monument dat is ingericht als expositieruimte.
Na een verloedering van de Dansaertwijk in de jaren 80 is de buurt rond het Sint-Goriksplein momenteel opnieuw een van de hipste uitgaansbuurten in Brussel.

## Trivia
Op een binnenpleintje tussen het Sint-Goriksplein en de Sint-Kristoffelstraat ligt nog een dode zijarm van de Zenne, het enige stukje rivier in het centrum dat nog bovengronds ligt.